# Nermin Zolotić
Nermin Zolotić (Sarajevo, 7 juli 1993), is een Bosnische voetballer die als middenvelder speelt.

## Carrière

### FK Zeljeznicar
Zolotić, geboren en getogen in Sarajevo, speelde bij de plaatselijke topclub FK Zeljeznicar Sarajevo voor de eerste keer voetbal. Hij maakte zijn debuut voor zijn jeugdploeg op speeldag 18 tegen NK Travnik, bij een 3-0 stand in het voordeel van Sarajevo. Zolotić mocht 12 minuten meevoetballen. Zijn eerste basisplaats kreeg hij op de 30ste en laatste speeldag van het seizoen tegen FK Rudar Prijedor, die ze met 3-2 verloren. Zolotić speelde de volledige match.
Het seizoen 2012/13 leek het seizoen van de doorbraak te worden voor Zolotić, tot hij op de 21ste speeldag aantrad tegen HSK Zrinjski Mostar. In de 70ste minuut brak Zolotić zijn scheenbeen, waardoor hij voor de rest van het seizoen uitgeschakeld was. Hij miste hierdoor ook een groot stuk van het seizoen 2013/14.

### AA Gent
Zolotić tekende op 13 juni 2014 een contract voor 3 jaar bij de Belgische club. Hij zal er zijn landgenoot Ervin Zukanović tegenkomen. 
Zolotić maakte zijn debuut op 26 juli tegen Cercle Brugge. De wedstrijd eindigde op een zoutloze 0-0. Hij werd na de rust gewisseld door Christophe Lepoint. Vier maanden later, opnieuw tegen Cercle Brugge speelde Zolotić voor de tweede keer voor de buffalo's. Deze keer won Gent met duidelijke 4-0 cijfers. Zolotić speelde daarna nog tegen Zulte-Waregem, waar hij rood pakte in een 2-1 verlies en op de laatste speeldag van de Play-Offs tegen RSC Anderlecht (2-1), toen Gent al zeker was van de titel. Het werd ook al snel duidelijk dat Zolotić in het seizoen 15/16 op niet veel speelkansen zou kunnen rekenen. Daarom werd hij ook uitgeleend aan de Kroatische eersteklasser NK Istra 1961 en FK Željezničar Sarajevo.

### KSV Roeselare
Na uitleenbeurten bij NK Istra 1961 en FK Željezničar Sarajevo was hij overbodig geworden bij AA Gent ondertekende hij een contract voor 2 jaar bij KSV Roeselare. Na het faillissement van de club in september 2020 ging hij naar het Portugese tweedeklasser Casa Pia AC. In 2022 promoveerde hij met de ploeg naar de Primeira Liga.

## Statistieken
| Seizoen         | Club                    | Land                           | Competitie         | Competitie | Competitie | Beker | Beker | Internationaal | Internationaal | Totaal | Totaal |
| Seizoen         | Club                    | Land                           | Competitie         | Wed.       | Dlp.       | Wed.  | Dlp.  | Wed.           | Dlp.           | Wed.   | Dlp.   |
| --------------- | ----------------------- | ------------------------------ | ------------------ | ---------- | ---------- | ----- | ----- | -------------- | -------------- | ------ | ------ |
| 2010/11         | FK Željezničar Sarajevo | Vlag van Bosnië en Herzegovina | Premijer Liga      | 3          | 0          | 0     | 0     | 0              | 0              | 3      | 0      |
| 2011/12         | FK Željezničar Sarajevo | Vlag van Bosnië en Herzegovina | Premijer Liga      | 10         | 0          | 0     | 0     | 1              | 0              | 11     | 1      |
| 2012/13         | FK Željezničar Sarajevo | Vlag van Bosnië en Herzegovina | Premijer Liga      | 19         | 0          | 0     | 0     | 2              | 0              | 21     | 0      |
| 2013/14         | FK Željezničar Sarajevo | Vlag van Bosnië en Herzegovina | Premijer Liga      | 13         | 1          | 0     | 0     | 0              | 0              | 13     | 1      |
| 2014/15         | AA Gent                 | Vlag van België                | Jupiler Pro League | 4          | 0          | 0     | 0     | 0              | 0              | 4      | 0      |
| 2015/16         | →NK Istra               | Vlag van Kroatië               | Prva HNL           | 13         | 0          | 1     | 0     | 0              | 0              | 14     | 0      |
| 2015/16         | → FK Željezničar        | Vlag van Bosnië en Herzegovina | Premijer Liga      | 7          | 0          | 3     | 0     | 0              | 0              | 10     | 0      |
| 2016/17         | KSV Roeselare           | Vlag van België                | Proximus League    | 27         | 0          | 2     | 0     | -              | -              | 29     | 0      |
| 2017/18         | KSV Roeselare           | Vlag van België                | Proximus League    | 24         | 2          | 2     | 0     | -              | -              | 26     | 2      |
| 2018/19         | KSV Roeselare           | Vlag van België                | Proximus League    | 29         | 0          | 1     | 0     | -              | -              | 30     | 0      |
| 2019/20         | KSV Roeselare           | Vlag van België                | Proximus League    | 21         | 0          | 1     | 0     | -              | -              | 22     | 0      |
| 2020/21         | Casa Pia AC             | Vlag van Portugal              | Liga Portugal 2    | 21         | 1          | 1     | 0     | -              | -              | 22     | 1      |
| 2021/22         | Casa Pia AC             | Vlag van Portugal              | Liga Portugal 2    | 31         | 0          | 5     | 1     | -              | -              | 36     | 1      |
| 2022/23         | Casa Pia AC             | Vlag van Portugal              | Primeira Liga      | 29         | 0          | 7     | 0     | -              | -              | 36     | 0      |
| 2023/24         | Casa Pia AC             | Vlag van Portugal              | Primeira Liga      | 31         | 1          | 6     | 0     | -              | -              | 37     | 1      |
| 2024/25         | Casa Pia AC             | Vlag van Portugal              | Primeira Liga      | 7          | 0          | 1     | 0     | -              | -              | 8      | 0      |
| Carrière totaal | Carrière totaal         | Carrière totaal                | Carrière totaal    | 289        | 5          | 30    | 1     | 3              | 0              | 322    | 7      |